# Skatatjärnarna (Norsjö socken, Västerbotten, 722625-166578)
Skatatjärnarna är en sjö i Norsjö kommun i Västerbotten och ingår i Skellefteälvens huvudavrinningsområde.